# Дубовиця (Калуський район)
Дубо́виця — село в Войнилівській громаді Калуського району Івано-Франківської області України.

## Історія
У 1880 році село належало до Калуського повіту Королівства Галичини і Володимирії, у селі були панський двір, гуральня, 68 будинків, проживало 383 греко-католики, 50 римо-католиків і 22 юдеї. Місцева греко-католицька парафія включала також села Середнє (412 греко-католиків) і Довжка (217 греко-католиків), належала до Журавенського деканату Львівської архієпархії УГКЦ.
На теренах села в 1890 р. виявлено скарб римських монет перших століть нашої ери.
У міжвоєнний період українці згуртувались проти колоніальної політики польського уряду і збудували кооперативу і читальню «Просвіти».
У 1939 році в селі проживало 910 мешканців (700 українців-грекокатоликів, 100 українців-римокатоликів, 100 польських колоністів міжвоєнного періоду і 10 євреїв). Село входило до ґміни Войнилів Калуського повіту Станиславівського воєводства.
Після радянської анексії Галичини село було включене до Войнилівського району. 10 лютого 1940 р. з села було депортовано на Крайню Північ СРСР кращих господарів-українців і поляків-осадників. Під час Другої світової війни і довгі роки після неї жителі села брали участь у збройному опорі та підпільному русі проти німецьких і радянських окупантів. У післявоєнний період радянська влада зруйнувала будівлі кооперативу, читальні, фільварку Менжинських.
19 травня 1959 р. Войнилівський райвиконком ліквідував Дубовицьку сільраду з приєднанням до Середнянської сільради.

## Населення

### Мова
Розподіл населення за рідною мовою за даними перепису 2001 року:
| Мова       | Кількість | Відсоток |
| ---------- | --------- | -------- |
| українська | 449       | 99.56%   |
| російська  | 2         | 0.44%    |
| Усього     | 451       | 100%     |

## Соціальна сфера
- Церква Архистратига Михаїла (храмове свято 21 листопада) 1910, пам'ятка архітектури місцевого значення № 763[6]. Австрійська армія конфіскувала в серпні 1916 р. у дубовицькій церкві 3 давні дзвони діаметром 43, 36, 34, вагою 32, 19, 13 кг. Після війни польська влада отримала від Австрії компенсацію за дзвони, але громаді села грошей не перерахувала.[7]
- Народний дім
- Школа І ст[8]. на 40 місць[9]
- ФАП
- 155 дворів, 485 мешканців.

## Вулиці
У селі є вулиці:
- Гаврилюка
- Гайова
- Івана Франка
- Молодіжна
- Тараса Шевченка
- Тичини

## Відомі люди
- Куйбіда Степан Олексійович — український громадський діяч, довголітній політв'язень, член ОУН, вояк УПА.
- Василів Степан Онуфрійович — місцевий маляр і скульптор.[11]

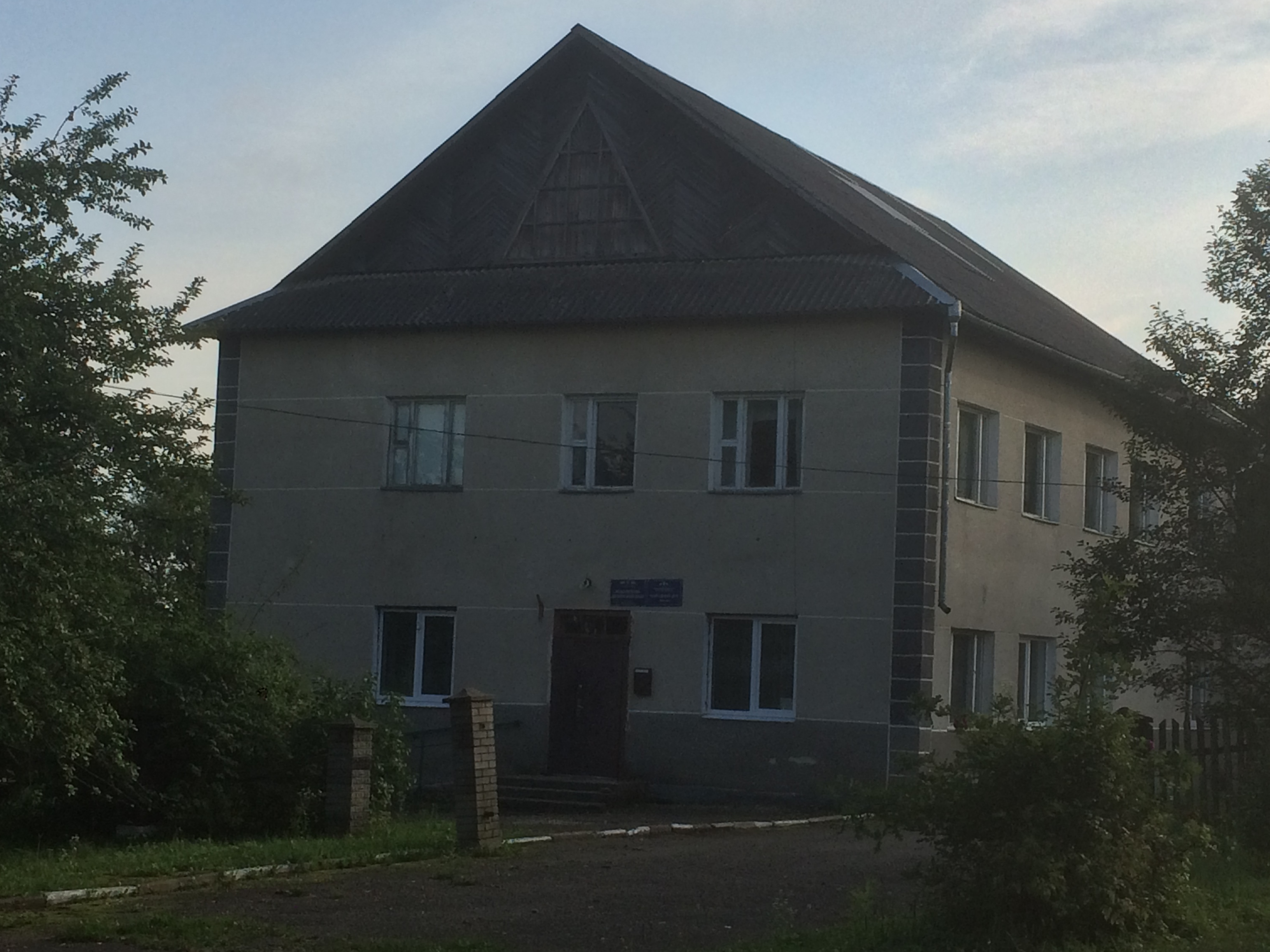
Школа
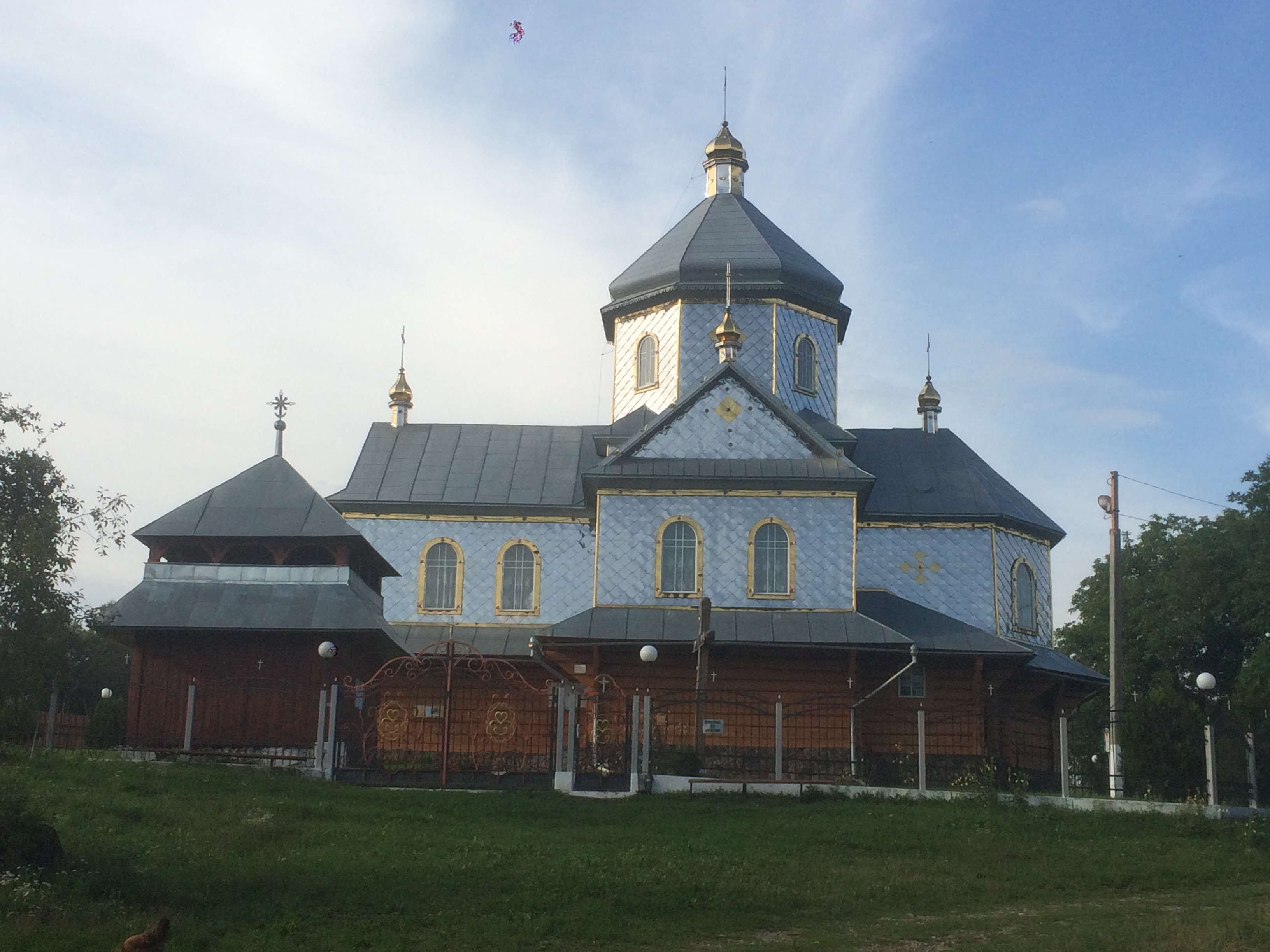
Церква святого Архистратига Михаїла
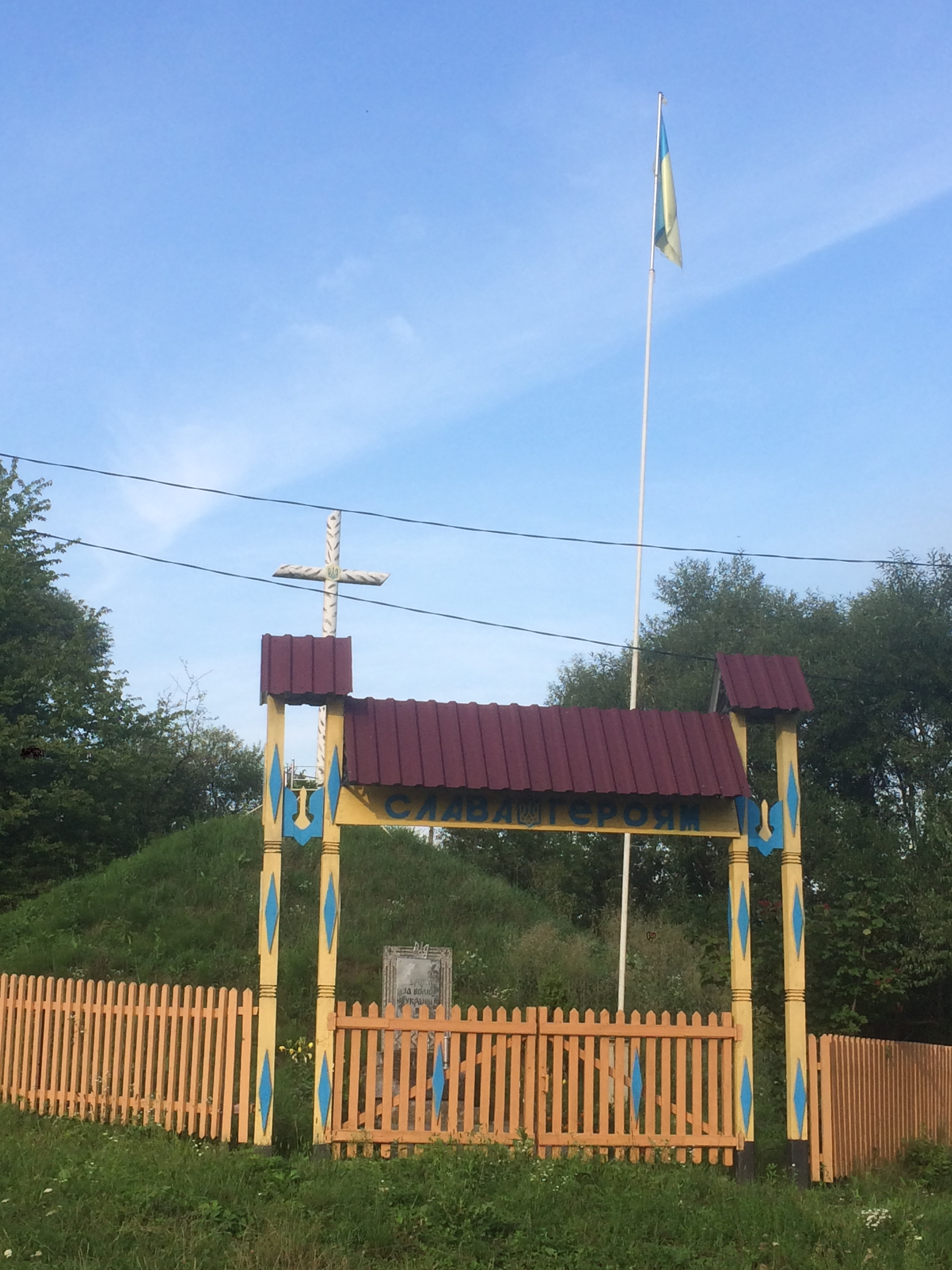
Могила героям
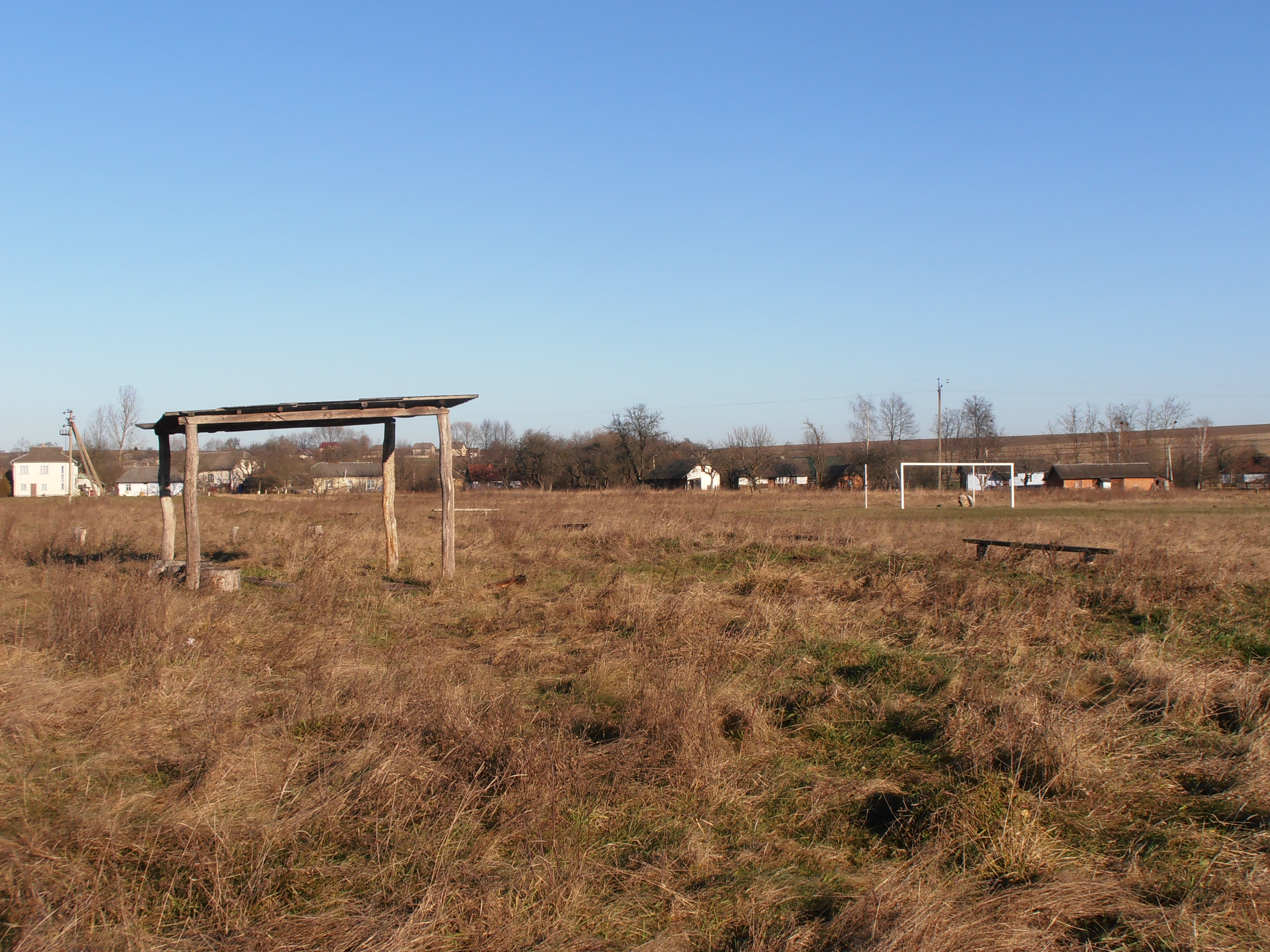
Стадіон
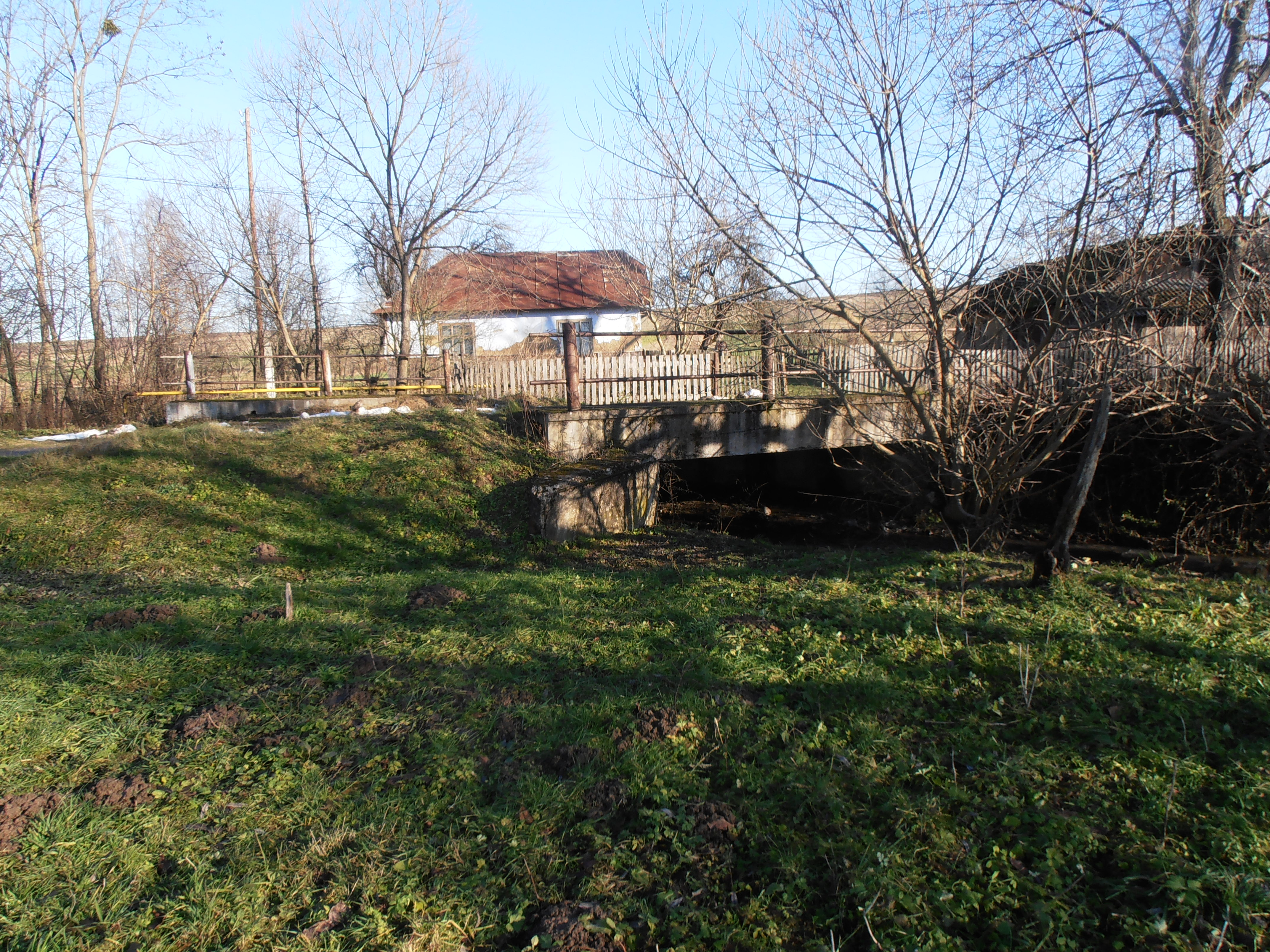
Потічок